# Aleksandr Petróvski
Aleksandr Alekséievitx Petróvski (en rus Александр Алексеевич Петровский) (Taixkent, 3 de març de 1989) és un ciclista rus, professional des del 2008 al 2010. Ha combinat la carretera amb el ciclisme en pista on ha obtingut els seus millors resultats.

## Palmarès en pista
- 2007
  -  Campió del món júnior en Madison (amb Ievgueni Kovaliov)
- 2009
  -  Campió d'Europa sub-23 en Persecució per equips (amb Ievgueni Kovaliov, Artur Ierxov i Valeri Kaikov)